# سیاه‌بید سفلی
سیاه‌بید سفلی، روستایی از توابع بخش مرکزی شهرستان کرمانشاه در استان کرمانشاه ایران است.

## جمعیت
این روستا در دهستان دورود فرامان قرار دارد و براساس سرشماری مرکز آمار ایران در سال ۱۳۸۵، جمعیت آن ۹۱۱ نفر (۲۰۶خانوار) بوده‌است.
در حال حاضر جمعیت آن ۱٬۰۶۲ نفر (۲۸۴ خانوار) است.